# Mount Josephine (British Columbia)
Mount Josephine ist ein 1767 m hoher Palagonitrücken in der Tuya Range in der Stikine Region in British Columbia, Kanada. Er liegt westlich des Tuya Lakes und ist Teil des Tuya-Vulkanfeldes und besteht aus Gesteinen der Tuya-Formation.